# Regionalismus
Regionalismus bezeichnet
- das Streben nach Schaffung von Institutionen in einer geographischen Region, die zu autonomen Entscheidungen befugt sind, bzw. nach Ausweitung der Kompetenzen vorhandener Institutionen,
- die Identifikation von Menschen mit einer Region bzw. die Übertreibung dieser Haltung (analog zu Nationalismus) sowie
- regionsspezifische Ausdrucksformen in einer Sprache, der Literatur und der Kunst.

Der Begriff Regionalismus unterscheidet sich von dem der Regionalisierung, der allgemein Prozesse der Konstituierung oder Veränderung politischer, administrativer, gesellschaftlicher oder wirtschaftlicher Räume bezeichnet, unabhängig davon, ob diese aus der Region selbst heraus oder von außen in Gang gebracht werden.

## Politischer und wirtschaftlicher Regionalismus

### Regionen innerhalb von Staaten und am Rande mehrerer Staaten
Als Regionalismus bezeichnet man das Bestreben von Menschen, durch Regionalisierung Entscheidungskompetenzen von der nationalen Ebene bzw. von der Ebene eines Bundeslandes weg hin zu kleineren Regionen zu verlagern, die teilweise zu diesem Zweck erst förmlich geschaffen werden müssen. Eine Form der Regionalisierung kann darin bestehen, dass kleinere Einheiten (etwa Landkreise) zusammengelegt werden und neue Aufgaben übertragen bekommen. Der der Regionalisierung entgegengesetzte Prozess heißt Unitarisierung.
Regionen stellen Gebiete mittlerer Größe dar: Sie sind kleiner als die Staaten, denen sie angehören, aber größer als Städte oder Gemeinden. Als „Staaten“ gelten in diesem Zusammenhang nicht nur Nationalstaaten, sondern (in Bundesstaaten) auch Bundesländer, die allerdings auch Regionen des zugehörigen Nationalstaats sein können. Eine Regionalisierung innerhalb von Bundesländern stellt beispielsweise die Einführung einer regionalen Lehrerfortbildung dar.
Regionen können historisch gewachsen sein und durch Regionalisierung anerkannt und gestärkt werden (dies geschah z. B. im Zuge der Wiederherstellung Sachsens als Bundesland anlässlich der Wiedervereinigung Deutschlands 1990); sie können aber auch willkürlich neu gebildet werden (Beispiele: die Aufteilung Frankreichs in Départements im Zuge der Französischen Revolution oder die Aufteilung der DDR in 14 Bezirke im Jahr 1952).
Regionalismus kann auch komplizierte Formen annehmen: So wurde 1952 das Land Baden-Württemberg gegründet (eine neue Region innerhalb Deutschlands), um historisch gewachsene kleinere Regionen im Südwesten Deutschlands zu stärken.
Regionen der EU, bei denen die Forderung nach Regionalisierung zunächst auf Widerstand seitens des jeweiligen Nationalstaats stieß, waren in den 1980er Jahren: Schottland, Wales, Nordirland; die Bretagne, Okzitanien und das Elsass; das Baskenland und Katalonien; und schließlich Südtirol. Inzwischen sind den genannten Regionen jedoch in großem Umfang Autonomierechte zugestanden worden. Der Konzeption eines Europas der Regionen liegt die Idee zugrunde, dass es in allen Staaten der Europäischen Union Ebenen der Staatlichkeit geben sollten, die in etwa der eines deutschen Bundeslandes entsprechen.
Es gibt auch Regionen, die nationale Grenzen überschreiten. In einer Vielzahl von Europaregionen wird eine Zusammenarbeit benachbarter Gebiete praktiziert, die sich als einheitliche grenzüberschreitende Räume definieren bzw. als solche von der EU definiert werden. Die Idee einer Überwindung historischer Grenzen zur Herstellung einer Kooperation zwischen Nachbarn liegt auch Regionalisierungs-Initiativen wie dem Städtequartett Damme-Diepholz-Lohne-Vechta zugrunde. Durch dieses Städtquartett soll auch die jahrhundertealte Konfessionsgrenze innerhalb Niedersachsens überwunden werden, die bis 1946 zugleich eine Staatsgrenze (zwischen Oldenburg und Hannover bzw. Preußen) war.
Guy Héraud, Anhänger eines „ethno-nationalen europäischen Föderalismus“, sagte 1968 voraus, dass es in der Zukunft anstelle „der deutschen, französischen, italienischen usw. Souveränität […] nur noch eine einzige Souveränität geben [werde], die ihrerseits unter der Voraussetzung des föderalistischen Gemeinwesens stark verdünnt [sei]: die europäische Souveränität“. Grenzen innerhalb Europas müssten demnach neu nach ethnischen Kriterien gezogen werden, indem man Regionen wie „Tirol“ schaffe (zu dem dann auch Südtirol gehören sollte). Solche Regionen würden sich zu Regionalstaaten entwickeln, die direkt der EU unterstellt würden und nur noch am Rande von Entscheidungen der jetzigen Nationalstaaten abhängig wären, denen sie heute angehören.
Bruno Luverà kritisiert an dieser radikalen Form des Regionalismus, dass das „Risiko der Schaffung einer abgeschotteten Insel der regionalen Egoismen besteht so wie die Gefahr, daß die Euregio eine Überwindung des Autonomiestatuts Südtirols bedeutet, also des konstitutionellen Paktes zur Regelung des ethnischen Konfliktes.“
Eine Form des Regionalismus besteht in der Idee regionaler Wirtschaftskreisläufe. Durch die Bekanntheit der Anbieter in der eigenen Region sowie durch die Möglichkeit, persönlich zu kontrollieren, ob diese Anbieter Produkte nachhaltig herstellen und vermarkten, soll Vertrauen in die Qualität der angebotenen Produkte geweckt werden. Auch sollen Verkehrsströme minimiert und die Umwelt dadurch entlastet werden.

### Globale Regionen
In den Internationalen Beziehungen gelten Gebiete bis zur Größe von Erdteilen als „Regionen“. Auch hier lässt sich die Definition des Begriffs „Region“ als „Gebiet mittlerer Größe“ anwenden: Weltregionen sind kleiner als die Welt, aber größer als einzelne Staaten. In diesem Sinn bezieht sich der Begriff „Regionalismus“ auf die Neigung von Nationalstaaten, sich in internationalen Kooperationen zusammenzuschließen, die sich über die Zugehörigkeit zu einer bestimmten Weltregion identifizieren.
Prominente Beispiele für daraus entstandene Regionalorganisationen sind EU, ASEAN, NAFTA, Mercosur usw. Gerade in den 1990er Jahren hat sich der Regionalismus so weit verbreitet, dass er als wichtiges Bindeglied zwischen der nationalstaatlichen Ebene einerseits und der interregionalen bzw. globalen Ebene andererseits dient.

## Regionalismus in der Sozialpsychologie
In der Sozialpsychologie bezeichnet „Regionalismus“ die Identifikation mit einer positiv bewerteten regionalen Eigengruppe (Beispiel: „Wir Sachsen“). Emil Küng interpretiert die positive Bewertung des Regionalen als „Rückbesinnung auf die Vorteile des Kleinen und Überschaubaren“. So haben viele Menschen eine Scheu davor, in ein Gebiet umzuziehen, in dem ein anderer Dialekt gesprochen wird.
Die Kehrseite der Betonung der regionalen Identität besteht oft in der Abwertung derer, die nicht der regionalen Eigengruppe angehören, also in Fremdenfeindlichkeit. Regionalistische Fremdenfeindlichkeit bezieht sich nicht nur auf Angehörige einer anderen Ethnie, sondern auch auf Menschen, die als Bürger desselben real existierenden Staates in einer anderen Region dieses Staates geboren wurden und aufgewachsen sind (Beispiel: die ablehnende Haltung vieler Menschen im besetzten Deutschland nach 1945 gegenüber Flüchtlingen und Vertriebenen aus Ostpreußen, Hinterpommern oder Schlesien). Regionalismus kann sich auch heute noch auf Menschen beziehen, die sich als Angehörige derselben Ethnie wie die fremdenfeindlich Eingestellten empfinden und vom Ausland zugezogen sind (z. B. auf deutsche Spätaussiedler).
Von solchen Regionalisten, die sich mit mehr Autonomie für ihre Region, also mit Regionalisierung im engeren Wortsinn, nicht zufriedengeben, wird bestritten, dass der Staat, in dem die Region liegt, ein Nationalstaat sei, und die eigene Region wird zur „Nation“ erklärt. Diese Einstellung, die oftmals in separatistische Bestrebungen einmündet, wird auch als regionaler Nationalismus bezeichnet.
Fremdenfeindliche Varianten des Regionalismus oder des regionalen Nationalismus stellen nach deutschem Recht einen Verstoß gegen das Verbot der Benachteiligung von Menschen wegen ihrer „Heimat und Herkunft“ (Formulierung in Art. 3 Abs. 3 GG) dar.

## Regionalismus in der Sprachwissenschaft
In der Linguistik gelten als „Regionalismen“ solche Begriffe, die nur in bestimmten Regionen eines Sprachareals verbreitet sind. Zum Beispiel wissen nur wenige Norddeutsche, dass „Karfiol“ die österreichisch-süddeutsche Bezeichnung für Blumenkohl ist.
Für die drei nationalen Standardvarietäten des Hochdeutschen gibt es eigene Bezeichnungen: Teutonismus (Deutschland), Austriazismus (Österreich) und Helvetismus (Schweiz). Für verschiedene Dialekte oder Dialektgruppen werden bei Bedarf mitunter ebenfalls analog Bezeichnungen wie Alemannismus, Bavarismus, Suebismus oder Saxonismus gebildet, die aber nicht allgemein etabliert sind. Diese Bezeichnungen werden teils auch auf die anderen in diesem Artikel dargestellten Bedeutungen von Regionalismus angewendet.

## Regionalismus in der Literatur
In der US-amerikanischen Literatur bezeichnet Regionalismus eine literarische Perspektive, die im Amerika des Bürgerkriegs populär wurde. Lokale (local-color – siehe auch: Lokalkolorit) Autoren beschrieben nahezu jede Region der Vereinigten Staaten. Beschreibungen von Gebräuchen und Dialekten steigerten den Realismus dieser Werke. Er diente dem Realismus.

## Regionalismus in der Kunst
In der US-amerikanischen Kunst wird der Ausdruck Regionalismus zur Bezeichnung eines realistischen Stils verwendet, der die Stadt und die sich dort entwickelnde Technologie verabscheute und sich auf Szenen des Landlebens konzentrierte. Regionalistische Stile erleben den Höhepunkt ihrer Popularität von 1930 bis 1935 und die Künstler Grant Wood und Thomas Hart Benton waren ihre bekanntesten Vertreter. Während der Großen Depression der 1930er Jahre war regionalistische Kunst hochgeschätzt, da sich Amerika mit diesen Bildern seiner selbst versicherte.
→ siehe auch: Amerikanischer Regionalismus
In Europa entwickelt sich dann in der mittleren Moderne, etwa ab den 1960ern/70ern, der kritische Regionalismus, der die zentralen Anliegen der Moderne – Klarheit des Ausdrucks, Angemessenheit der Mittel – in einen Kontext von Zitaten stellt, die aber frei von historistischen Aspekten ist, sondern sich als organische Fortsetzung des ortsüblichen Formenschatzes sieht, und sich damit von den strengen modernistischen Strömungen abgrenzt, die eine umfassende Allgemeingültigkeit ihres Ausdrucks zugrunde legen.